# Audomar
Audomar – imię męskie pochodzenia germańskiego, które na gruncie romańskim może przyjmować postać: Odmar, Otmar, Omer, Omé. Złożone jest z elementów: ald- / aud- 'stary, dawny' lub aud- / ôd- „dziedzictwo, ojcowizna' i -m-r / -m-r „sławny'. Formy: Odmar, Otmar, Omer są pochodzenia zachodniofrankońskiego, zaś Omer / Omé –  francuskiego.
Patronem imienia jest św. Audomar (biskup Thérouanne).
Audomar imieniny obchodzi 9 września i 16 listopada, jako wspomnienie św. Otmara.